# Aeroporto Internazionale di Albany
L'Aeroporto Internazionale di Albany (IATA: ALB, ICAO: KALB) è un aeroporto civile statunitense situato a Colonie, a circa 10 km a nord di Albany. L'aeroporto, situato a 87 m s.l.m., dispone di un unico terminal passeggeri diviso su 2 livelli e di 2 piste in asfalto: una con orientamento 01/19 lunga 2.591 metri e l'altra con orientamento 10/28 lunga 2.195 metri. È servito solamente da voli domestici.